# Vaihingen an der Enz
Vaihingen an der Enz es una ciudad alemana perteneciente al distrito de Luisburgo de Baden-Wurtemberg.

## Localización
Se ubica sobre la carretera 10, a medio camino entre Pforzheim y Luisburgo.

## Historia
Se conoce su existencia desde la Edad Media, pudiendo datar la localidad del siglo VIII, aunque no existe una mención clara de la ciudad hasta el año 1252. Entre 1971 y 1975 el territorio de la ciudad aumentó notablemente con la incorporación de los hasta entonces municipios de Enzweihingen, Kleinglattbach, Ensingen, Riet, Gündelbach, Horrheim, Roßwag y Aurich.

## Demografía
A 31 de diciembre de 2015 tiene 28 695 habitantes.